# Alexius Johann
Alexius Johann (* 11. November 1753 in Steinach (Bad Bocklet) als Johannes Nikolaus Johann; † 28. Juni 1826 in Mainz) war ein deutscher Augustiner-Pater (OSA), Gymnasialprofessor, Musiker und Komponist sowie ein bedeutender Konstrukteur astronomischer Uhren.

## Leben
Er war der Sohn des Maurers Nikolaus Michael Johann und der Anna Heckel. Die Eltern scheinen erst nach Steinach eingewandert zu sein. Ein jüngerer Bruder war Baptist Johann (1765–1826), eine Schwester hieß Salome. Die Eltern hatten als „geistliche Vatersleute“ häufig Augustiner-Eremiten aus Münnerstadt auf ihrer Wanderschaft (Terminei) zu Gast, hatten also beste Kontakte zum Orden.
Als 15-Jähriger kam Sohn Johann im Jahr 1769 an das vom Augustinerorden geleitete Johann-Philipp-von-Schönborn-Gymnasium in Münnerstadt. Schon bald zeigte sich hier sein musikalisches Talent. Er trat der marianischen Kongregation (Congregatio Mariae Virginis de Consolatione) bei, deren Präfekt er später wurde. Nach Abschluss seiner schulischen Ausbildung trat er dem Augustiner-Orden bei, legte am 14. August 1774 das Ordensgelübde ab und nannte sich seitdem Pater Alexius.
Zunächst studierte Alexius in Würzburg Philosophie. Am 21. September 1777 erhielt er dort die Priesterweihe. Zum Theologie-Studium wechselte er dann 1779 ins Kloster zu Freiburg im Breisgau, das wie Münnerstadt und Mainz der rheinisch-schwäbischen Ordensprovinz angehörte. Im Jahr 1781 versetzte ihn der Orden ins Kloster nach Mainz, wo sich Alexius im Kreis ausgezeichneter Musiker befand, wozu früher auch Pater Alexius Molitor gehört hatte.
Nach bestandener Lehramtsprüfung im Oktober 1782 durch die kurfürstliche Schulkommission wurde Alexius Sprachlehrer am Kurfürstlichen Gymnasium zu Mainz. Sein Gehalt betrug 175 Gulden, allerdings verblieben ihm zur persönlichen „Ergötzung“ nur 25 Gulden, weshalb er auch hier wieder als Organist in den Gottesdiensten des Gymnasiums sich einen Nebenverdienst von 20 Gulden verschaffen konnte. Als Lehrer beurteilten ihn die beiden Präfekten schon im folgenden Jahr (1783) allerdings weniger positiv: „Professor Johann ist zu todt und schüchtern. Da er in seinen Erklärungen zu viele Pausen einmischet, so tödet er dadurch die Achtsamkeit der Schüler.“ Der zweite Präfekt urteilt: „Die Professoren .... Johann in der zwoten .... Klasse kommen zwar nach Kräften ihrer Schuldigkeit nach, scheinen aber sehr wenig Talent zum Lehramt zu besitzen. .... Die täglich halbe Stunde zur Lektüre und zum deutschen Sprachstudium halten manche Professoren schlecht, manche gar nicht wie Johann ....“ Dennoch setzt Johann seine Lehrtätigkeit bis ins Jahr 1791 fort, als die kriegerischen Auseinandersetzungen mit den Franzosen ihren Anfang nahmen.
Nach Einführung der Mainzer Republik durch die Franzosen weigerten sich viele Geistliche, ihnen den Eid zu leisten und wurden des Landes verwiesen. So wurde auch Pater Alexius am 8. März 1793 mit elf anderen Patres und zwei Augustiner-Brüdern von elf Reitern nach Hochheim am Main kurz vor die preußischen Vorposten begleitet. Von dort zog er nach Münnerstadt, wo er mit zwei anderen Augustinern am 15. März im Kloster eintraf. In Münnerstadt erfreute sich Alexius’ eines hohen Ansehens, weshalb er schon am 29. Juni 1793 von seinem früheren Lehrer, Pater Possidius Zitter, als dessen Nachfolger das Amt des Präfekten und Professors übernahm. Doch bald nach der Kapitulation der Franzosen (23. Juli 1793) kehrte Alexius am Ende des Schuljahres wieder nach Mainz ans Kloster und an die dortige Schule zurück, die am 13. August 1793 den Unterricht aufgenommen hatte – zunächst allerdings in den Räumen des Klosters.
Im Ruhestand und als Ex-Augustiner nahm Johannes Nikolaus Johann am 1. Mai 1809 eine Anstellung als Pfarrer der Gemeinde St. Philippus und Jakobus in Heidesheim am Rhein an. Sein jüngerer Bruder wurde dort sein Vikar. Beide blieben bis zum Jahr 1821. Am 20. August 1821 bat Johann das Bischöfliche Generalvikariat um seine endgültige Pensionierung wegen „täglich zunehmender Leibs- und Gliederschwäche, und Hinfälligkeit, die ihm nicht nur das Fortkommen äußerst beschwerlich machet, ...“ Am 15. Oktober 1821 wurden beide Brüder gemeinsam pensioniert.
Daraufhin zogen sie wieder nach Mainz ins Haus des mit ihnen befreundeten Mathematik-Professors Mathias Metternich in der Großen Pfaffengasse. Im Mainzer Dom waren beide als Vikare tätig. Fünf Jahre später starb der als Johannes Nikolaus Johann in Steinach geborene Pater Alexius Johann am 28. Juli 1826 morgens um 7:30 Uhr in Mainz. In einem Nachruf hieß es: „Er lebte in stiller Zurückgezogenheit der Kunst und Wissenschaften und brachte so Werke hervor, die selbst spät noch die Nachwelt bewundern wird.“
Er wurde auf dem Mainzer Hauptfriedhof beigesetzt. Die Grabplatte aus rotem Sandstein ist neben der Aufschrift mit den Emblemen der Uhrmacherzunft geschmückt. Im Oktober 1993 wurde die inzwischen verwitterte Grabplatte auf Betreiben des Bistumsarchivars und Heimatforschers Heinz Gauly mit Unterstützung des damaligen Steinacher Bürgermeisters Helmut Schuck in Johanns Geburtsort überführt, dort restauriert und ist seitdem in der Kapelle des Steinacher Friedhofs zur Erinnerung an den großen Geistlichen und Universal-Wissenschaftler ausgestellt.

### Musiker und Komponist
Von Beginn seiner Gymnasialzeit in Münnerstadt ist Alexius dort Organist. Außerdem wirkte er in dem jährlich aufgeführten Schauspiel und in den Chören mit. Auch während seiner späteren Studienjahre betätigte er sich immer wieder als Organist und begann zu komponieren. Seine Messen, Vespern und Opern verschafften ihm in Freiburg öffentliches Ansehen. Höhepunkt seines Freiburger Schaffens war die Uraufführung seines zum Tod der österreichischen Kaiserin Maria Theresia († 29. November 1780) im Auftrag der Stadtverwaltung komponierten Requiems, das er selbst bei der Totenmesse im Freiburger Münster aufführte. Chronisten berichteten nach dieser Aufführung von „großer Anerkennung“ und „jubelndem Beifall“.

### Uhrmacher
Sicher schon in seiner Freiburger Zeit muss sich Alexius als Uhrmacher betätigt haben und sich die für den Bau astronomischer Uhren notwendigen Kenntnisse in Mathematik und Kosmologie, als Konstrukteur, Mechaniker und Techniker autodidaktisch angeeignet haben. Denn 1782 erhielt sein Mainzer Ordinariat eine Anzeige – wohl aus Kreisen der Handwerkerschaft oder der Schule – gegen ihn wegen unzulässigen Handels oder Handwerks. Alexius beteuerte dagegen, „daß er nur zu seiner Veränderung, und nicht für Auswärtige mit Uhrmachen sich beschäftige“. Er befasse sich schon seit geraumer Zeit mit dieser Materie. In den folgenden Jahren wurde er – wie andere Geistliche damaliger Zeit – zu einem bekannten „Priestermechaniker“.
In den Jahren 1796 bis 1804 – diese Daten nennt das Chronogramm seiner Uhr – baute Alexius seine erste große astronomische Uhr, seine erste „Weltmaschine“. Er selbst beschrieb die Uhr einleitend so: „Auf einer meterhohen Commode ruht ein vierackiges Gestell von 12 Zoll Durchmesser, 16 Zoll in der Höhe, welches das Gehäuse der Uhr bildet.“ Jürgen Abeler, Inhaber des Wuppertaler Uhrenmuseums, beschrieb sie später: „Der Sockel mißt genau 96 cm in der Höhe und hat einen quadratischen Grundriß von 58 × 58 cm. Das Mittelteil ist mit 42 cm Höhe und 37 cm im Quadrat nahezu kubisch. Die Glocke schließlich hat eine Höhe von 38 cm, so daß sich eine Gesamthöhe der Uhr von 1,76 cm ergibt.“ Diese erste Weltuhr behält Alexius bis zum Tod in seinem eigenen Besitz und vererbte sie dann seinem Bruder Michael Baptist, der sie nach seinem Tod der Stadt Mainz überließ. Heute wird diese Uhr – inzwischen nicht mehr funktionsfähig – im Dom- und Diözesanmuseum (Mainz) verwahrt.
Im Jahr 1837 schrieb Charles V. Incledon in seiner Reisebeschreibung über Alexius’ erste große astronomische Uhr: „Hier [in Mainz] findet man ebenfalls eines der bemerkenswertesten Stücke der Uhrmacherkunst, das jemals von Menschenhand gefertigt wurde, und zwar von Nikolaus Alexius Johann, einem Mönch aus einem der verbotenen Klöster. Diese Uhr, abgesehen davon, dass sie die exakte Uhrzeit in Stunden, Minuten und Sekunden angibt, hat einen Zeiger, der die Wochentage, die Woche, den Monat und das Jahr anzeigt; die Bewegung der Erde, der Sonne, des Mondes und der Planeten ist klar dargestellt, ebenso wie jede Sonnen- und Mondfinsternis, die sich innerhalb des nächsten Jahrhunderts möglicherweise ereignen kann. Dies ist vielleicht eines der perfektesten Stücke der Uhrmechanik, die jemals von einem Menschen fertiggestellt wurde, und ist ebenso bemerkenswert für die Fähigkeiten des Erfinders als Mechaniker, wie für sein Talent als erstklassiger Mathematiker, das er bei der Konstruktion hat erkennen lassen. Napoleon bot eine sehr große Summe Geldes für die Uhr, um sie nach Paris bringen zu können, doch der patriotische Mönch zog es vor, sie seiner Heimatstadt ohne Honorar oder Entlohnung zu überlassen.“
Eine zweite große Weltuhr, die Alexius wohl teilweise zeitgleich mit seiner ersten ab 1802 konstruierte, aber erst 1809 vollendete, beschreibt Christoph Aretz im Jahr 1830 (siehe Literaturangabe). Diese zweite Uhr stand zuletzt im Städtischen Altertumsmuseum bis zu ihrer Zerstörung durch einen Bombenangriff im Juli 1942.
Insgesamt sind heute acht astronomische Uhren aus Alexius’ Werkstatt bekannt.

### Zur Person
- Heinz Gauly: Die Brüder Johann aus Steinach, Seite 18, Verlag Sendner & Neubauer, Bad Neustadt (Saale) 2010
- Adam Gottron: Mainzer Musikgeschichte von 1500 bis 1800, Seite 120, in: Beiträge zur Geschichte der Stadt Mainz, Band 18, 1959
- Heinrich Schrohe: Nikolaus Alexius Johann. Augustinermönch, Schulmann, Musiker und Verfestiger astronomischer Uhren (1753-1826), 1929
- Nikolaus Alexius Johann, in: Hessische Biographien, Band 3, Verlag M. Sändig, 1973, ISBN 3-500-26830-7
- Jürgen Abeler: Die Gebrüder Johann, Augustiner-Mönche und Uhrmacher, in: Mainzer Zeitschrift, 69. Jahrgang (1974), Seite 197f.

### Zu den Uhren
- Christoph Arentz: Beschreibung der astronomischen Uhr welche von Herrn Nicolaus Alexius Johann, Mitglied des vormaligen Augustiner-Ordens in Mainz, 1807 berechnet und verfertigt worden, Verlag Simon Müller, Mainz 1830
- Jakob Kraetzer: A short Description of the astronomical clock, exposed in the museum at Mentz and performed in the year 1807 by Nicholas Alexius Johann, Verlag Wirth, Mainz 1849
- Adolar Zumkeller: Manuscripte von Werken der Autoren des Augustiner-Eremitenordens in mitteleuropäischen Bibliotheken, in: Cassiciacum, Band 20, Augustinus-Verlag, Würzburg 1966
- Heinz Gauly: „Mainzer Zeitmaschinen“ haben keine Probleme mit dem Datum 2000, in: Vierteljahreshefte für Kultur, Politik, Wirtschaft, Geschichte, Band 19 (1999), Heft 4, Seite 12–22, Mainz 1999
- Clemens Kissel: Berichte im Mainzer Tagblatt vom 18. Januar 1876 und Mainzer Journal vom 23. Mai über seine Reparatur der zweiten Johann-Uhr